# Корнілова Мотрона Матвіївна
Мо́тря Матві́ївна Корні́лова (11 квітня 1915, Киллахський наслег, Якутська область — 4 вересня 1991) — якутський агроном; Герой Соціалістичної Праці (1966), заслужений агроном РРФСР і Якутської АРСР.

## Біографія
Народилася в Киллахському наслезі (нині — Ольокминського улусу Якутії) в якутській селянській сім'ї.
У 1936 році закінчила Ольокминстький сільськогосподарський технікум. У 1936—1946 роки працювала агрономом МТС, районного земельного відділу; викладала в школах.
У 1951 році закінчила Московську сільськогосподарську академію імені К. Тімірязєва. З 1951 року працювала начальником сортового управління Міністерства сільського господарства Якутської АРСР, потім головним агрономом Мегіно-Кангаласької МТС та районної сільськогосподарської інспекції. З 1961 року — старший агроном-овочівник Покровського дослідно-виробничого господарства Якутського науково-дослідного інституту сільського господарства; на базі господарства організувала республіканську школу передового досвіду з овочівництва і картоплярства.
Впроваджувала у виробництво сортове насіння зернових і овочевих культур; заклала основи овочівництва в Якутії.
У 1967—1971 роках депутат Верховної Ради Якутської АРСР.

## Нагороди
- Медаль «Серп і Молот» Героя Соціалістичної Праці і орден Леніна (30.4.1966) — за видатні заслуги в розвитку овочівництва в умовах Якутії
- Заслужений агроном РРФСР (16.6.1962)
- Заслужений агроном Якутської АРСР[3].